# Mallota pseuditricolor
Mallota pseuditricolor är en tvåvingeart som beskrevs av Huo, Ren och Zheng 2007. Mallota pseuditricolor ingår i släktet hålblomflugor, och familjen blomflugor. Inga underarter finns listade i Catalogue of Life.